# Margaret Grubb
Margaret Louise Grubb, dite « Polly » est une américaine née le 22 septembre 1907 et décédée le 17 novembre 1963 . Entre 1933 et 1947, elle a été la première épouse du fondateur de la Scientologie, L. Ron Hubbard.
Avec lui, elle a eu deux enfants : L. Ron Hubbard, Jr., né le 7 mai 1934 et décédé le 16 septembre 1991  et Katherine May Hubbard, dite « Kay » née le 15 janvier 1936 et décédée le 29 mai 2010 .

## Ascendants de Margaret / Polly
Margaret Louise Grubb est née à Beallsville, dans le Maryland, en 1907, enfant unique d'Elizabeth (née Crissey le 10 décembre 1882 et décédée le 6 avril 1930 ) et de Thomas Lloyd Grubb, né le 28 juillet 1877 et décédé le 9 mai 1950 ,. Elle est issue d'une famille d'agriculteurs, son père exploitant une pépinière dans le Comté de Montgomery, dans le Maryland.
Sa famille s'installa dans le Comté de Loudoun, Virginie, en 1762, à partir de Centaines de Brandywine, (Delaware) et était descendante de John Grubb, originaire de Cornwall en 1677.
Margaret a obtenu son premier emploi, dans un magasin de chaussures, à l'âge de seize ans, pour subvenir à ses besoins et à ceux de son père. Bien que baptisée Margaret, elle préfère être connue comme Polly. Elle a vécu avec son père à Elkton, Maryland.
En 1930, alors âgée de 23 ans, elle perd la même année sa mère et sa grand-mère maternelle,
Grubb était un pilote passionné de planeur. Début 1933, il a rencontré L. Ron Hubbard dans le Maryland, où tous les deux apprenaient à voler en vue de l'obtention d'une licence de pilote. À l'époque, Hubbard était un travailleur autonome comme écrivain de pulp fiction. Les deux hommes[Qui ?] sont devenus amis après avoir fait un blind date.

## Mariage
Ron Hubbard et Polly Grubb se marient le 13 avril 1933, après de courtes fiançailles. Ils s'installent à Laytonsville, Maryland. Elle fait une fausse couche peu de temps après, mais est de nouveau enceinte en octobre 1933.[réf. nécessaire]
Le 7 mai 1934 elle donne naissance, deux mois avant la date prévue, à Lafayette Ronald Hubbard, Jr (décédé le 16 septembre 1991, Carson City, Nevada) pendant les vacances avec son mari à Encinitas, en Californie. Ron Jr a légalement changé son nom en Ronald Edward deWolf en 1972. Son nouveau nom est ainsi enregistré dans Naissance en Californie Index, 1905-1995. Le couple a eu une fille, Katherine Peut (ou "Kay"), dans la Ville de New York le 15 janvier 1936.
Au printemps 1936, les Hubbards déménagent à Bremerton, Washington, à proximité de la famille de Hubbard. Ils s'installent dans la communauté de Sud Colby, Washington, où Hubbard a créé un "studio de composition" où il a écrit plusieurs de ses nouvelles et romans. Toutefois, le mariage vit sous tension lorsque Hubbard commence à passer des périodes de plus en plus longues à New York, afin d'être plus proche de ses éditeurs et suivi de la plupart des écrivains. Molly, soupçonnant qu'il a des aventures avec d'autres femmes à New York, se confie à des amis de la famille. Selon Robert MacDonald Ford Jr, un ami devenu plus tard représentant de l'état, Molly s'est questionnée quand elle a trouvé des preuves tangibles des infidélités de son mari :
« It seems Ron had written letters to a couple of girls in New York and left them in the mail box to be picked up. Polly found them and got so mad that she opened the envelopes, switched the letters and put them back in the box. She didn't tell him what she had done until they had been picked up. »
Le couple semble avoir rétabli sa relation par la suite ; il accomplit une longue croisière en voilier en Alaska en juillet 1938. Trois ans plus tard, Hubbard entre dans la Marine américaine pour service de guerre. En-dehors d'une période en 1943, quand Hubbard était stationné à Astoria, Oregon, au cours de l'aménagement de l'infortuné USS PC-815, Molly semble avoir vu relativement peu son mari. Il était clair que, d'ici à la fin de la guerre, le mariage a été condamné. Elle avait brièvement envisagé de déménager en Californie pour être avec son mari pendant son affectation, mais il a refusé car elle n'avait pas envie de se voir arracher ses enfants. Pendant ce temps, elle avait emménagé avec les parents de Hubbard à Bremerton.
De son côté, Hubbard  emménage avec le scientifique et occultiste, John Whiteside Parsons à Pasadena, Californie, et  commence une relation intense avec Sara Northrup Hollister, une amie de Parsons. Pour son propre compte, Molly ne voit pas Hubbard entre 1945 et juin 1947. Hubbard a dit plus tard qu'elle était "impliquée avec un autre homme et, quand son service d'allocations cessa juste avant la fin de la guerre, a cherché à obtenir et s'est vu refuser le divorce."

## Divorce
Le 10 août 1946, Hubbard épouse Sara Hollister, avec qui il vivait depuis environ un an. Molly demande le divorce à Port Orchard, Washington, le 14 avril 1947, sur les motifs de "la désertion et la non-assistance", ni elle ni ses enfants n'obtenant de soutien de son mari absent. Elle ignore qu'il était bigame ; Sarah Northrup-Hollister l'ignore aussi : "je n'ai pas su qu'il était encore marié à Molly, jusqu'au début de la procédure de divorce". Il accepte le divorce le 1er juin et par la suite accepte que Molly ait la garde des enfants, ainsi que de verser une pension alimentaire 25 $par mois pour chaque enfant. Le divorce a été finalisé le 24 décembre 1947. Hubbard a dit plus tard que "c'est moi qui ai obtenu le divorce et je n'ai jamais vraiment commis de fautes maux civiles au fond" et qu'il a obtenu le divorce lorsque "j'ai écrit et été conseillé par le juge, que je devrais obtenir le divorce" 
Malgré le jugement de divorce, Hubbard semble avoir omis sa part de l'accord. En février/mars 1951, Molly le poursuit pour la pension. À la charge de son ex-mari, qui avait " promu un culte appelé la Dianétique", et était l'auteur du best-seller la Dianétique: la Science Moderne de La Santé Mentale, il était propriétaire de biens de valeur et donc en mesure de payer la pension alimentaire pour ses deux enfants. Elle exige 42 mois de la pension qu'Hubbard avait réussi à ne pas payer depuis leur accord, totalisant 2,503.79. Hubbard avait également omis de payer une dette à la Banque Nationale de Commerce, datant de 1940, qui, avec les intérêts se montait à 889,55 $. Hubbard se défend en disant que Molly ne devrait pas avoir la garde des enfants, parce qu'elle "boit à l'excès, est dipsomaniaque",.
En avril 1951, Sarah Hollister dépose une demande de divorce contre Hubbard après son départ pour Cuba avec sa fille, Alexis Valérie, l'accusant de "schizophrénie paranoïde" et de la soumettre à la "torture systématique". L'affaire fait la une des journaux, car Hubbard était devenu célèbre à la suite du succès de la Dianétique. Molly a vu les gros titres et a écrit à Sarah, le 2 mai pour lui dire:
« If I can help in any way, I'd like to - you must get Alexis in your custody - Ron is not normal. I had hoped that you could straighten him out. Your charges probably sound fantastic to the average person - but I've been through it - the beatings, threats on my life, all the sadistic traits you charge - twelve years of it. I haven't asked for anything but with the money rolling in from "Dianetics" I had hoped to get enough for plastic surgery for Kay's birthmark - Please believe I do so want to help you get Alexis. »

### Remariage
Molly épouse plus tard Jean-Ochs et déménage en Pennsylvanie. Elle y serait morte en 1963.
Même si elle a joué un rôle majeur dans la vie de Hubbard, Molly Grubb n'est pas mentionnée dans les biographies officielles de l'Église de Scientologie . en Effet, Hubbard dit dans une interview pour la télévision Britannique de la série Mondiale dans l'Action qu'il avait seulement été marié deux fois et a eu quatre enfants (ne comptant que ceux qu'il avait avec sa troisième épouse, Mary Sue Hubbard, il a eu en fait sept enfants ; et il a omis de mentionner son mariage avec Sara Northrup Hollister):« HUBBARD: "How many times have I been married? I've been married twice. And I'm very happily married just now. I have a lovely wife, and I have four children. My first wife is dead."
INTERVIEWER:
"What happened to your second wife?"
HUBBARD:
"I never had a second wife."  »